# Santamartasparv
Santamartasparv (Arremon basilicus) är en fågel i familjen amerikanska sparvar inom ordningen tättingar.

## Utbredning och systematik
Den återfinns i bergskedjan Sierra Nevada de Santa Marta i nordöstra Colombia. Tidigare betraktades den som en underart till A. torquatus. 

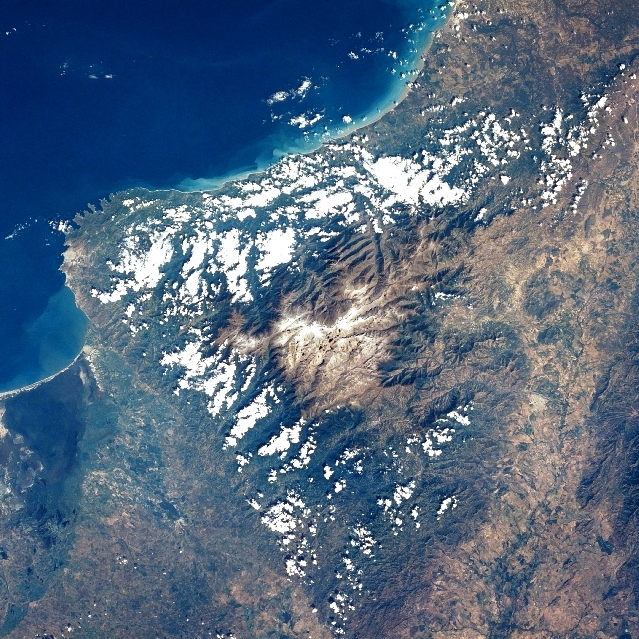
Flygbild över Sierra Nevada de Santa Marta.

## Status
IUCN kategoriserar den som nära hotad.